# 拓磨
拓磨（たくま、9月13日 - ）は日本の男性声優。静岡県出身。以前はケンユウオフィス（預かり）に所属していた。

## 出演作品

### OVA
- 百日の薔薇
- ヘルシング

### 劇場版アニメ
- 宇宙ショーへようこそ（合成機）
- 手塚治虫のブッダ -赤い砂漠よ!美しく-

### ゲーム
- EAT LEAD マット・ハザードの逆襲（ニュートロノフ将軍）

### 吹き替え
- アルマゲドン2010
- イントゥ・ザ・ブルー2
- WITHOUT A TRACE/FBI 失踪者を追え!
- カリフォルニケイション
- ギルモア・ガールズ
- ジェネレーター・レックス
- TEKKEN -鉄拳-（エディ・ゴルド、ハンスー）
- バトルスター・ギャラクティカ
- パンデミック・アメリカ
- THE 4TH KIND フォース・カインド
- ヤング・スーパーマン

### ナレーション
- Hot Stuff（街頭テレビCM）

### 舞台
- 劇団夏組
  - 第5回公演『ぬけがら』
  - 第6回公演『はえとり紙』（山田陽平）
- 劇団DAN
  - 春公演『あっとホームⅡ』（五荿元気）
  - 夏公演『狩野川台風』